# 주민 (펜싱 선수)
주민(중국어: 朱敏, 병음: Zhū Mín, 한자음: 주민, 1988년 5월 11일~)은 중화인민공화국의 펜싱 선수로 주 종목은 사브르이다. 2010년에 광저우에서 열린 아시안 게임의 여자 사브르 단체전에서 금메달을 획득하였다. 현재 난징시 펜싱단 소속으로 프랑스의 지도자인 크리스티앙 바우에르의 지도를 받고 있다.
주민은 2012년 하계 올림픽의 여자 사브르 개인전에 천샤오둥과 더불어 중국 대표로 출전하였다. 그녀는 루마니아의 비안카 파스쿠와 러시아의 율리야 가브릴로바를 각각 32강전과 16강전에서 승리를 거두었다. 이후, 그녀는 8강전에서 여자 사브르 개인전 2연패를 거두었던 미국의 매리얼 재거니스에 6-15로 패하며 탈락하였다.